# Dendrophyllia minima
Espèce
Statut CITES
Dendrophyllia minima est une espèce de coraux appartenant à la famille des Dendrophylliidae.

## Répartition
L'holotype de Dendrophyllia minima, une petite colonie composée d'une soixantaine de polypiérites, a été découvert à 2 m de profondeur sur l'île Hachijō.

## Étymologie
Son nom spécifique, du latin minima, « le plus petit », fait référence au fait qu'il s'agissait alors de la plus petite colonie connue à ce jour.

## Publication originale
- Ogawa & Takahashi, 2000 : Notes on Japanese ahermatypic corals -II. New species of Dendrophyllia. Publications of the Seto Marine Biological Laboratory,vol. 39, n. 1, pp. 9-16 (texte intégral) (en) [PDF].